# Mistrovství Evropy v plaveckých sportech 1997
Mistrovství Evropy v plaveckých sportech za rok 1997 proběhlo v Seville, Španělsko ve dnech 13. až 24. srpna 1997.
Soutěže
- Plavání
- Plavání na otevřené vodě
- Skoky do vody
- Umělecké plavání
- Vodní pólo